# 1852 en Grèce
Chronologie de la Grèce
- 1848
- 1849
- 1850
- 1851
- 1852
- 1853
- 1854
- 1855
- 1856

Cette page concerne les évènements survenus en 1852 en Grèce :

## Naissance
- Dimítrios Kamboúroglou, poète et écrivain.
- Kleoménis Kleoménous (el), officier de marine.
- Sotírios Krokidás, premier-ministre.
- Nikólaos Polítis, professeur d'université.
- Sofía Slíman, femme de l'homme d'affaires Heinrich Schliemann.
- Geórgios Sotiriádis (el), archéologue.
- Periklís Zerléndis (el), historien.

## Décès
- Alexandre de Roujoux (el), conseiller à l'Office de l'économie nationale du royaume de Grèce et consul de France.
- Julian Symonds, officier et géomètre britannique.
- Emmanouíl Xánthos, révolutionnaire.